# 26455 Priyamshah
26455 Priyamshah este un asteroid din centura principală de asteroizi.

## Descriere
26455 Priyamshah este un asteroid din centura principală de asteroizi. A fost descoperit pe 4 ianuarie 2000 la Socorro, New Mexico, în cadrul proiectului LINEAR. Asteroidul prezintă o orbită caracterizată de o semiaxă mare de 2,71 ua, o excentricitate de 0,04 și o înclinație de 3,7° în raport cu ecliptica.